# Greenwood (Arkansas)
Greenwood város az USA Arkansas államában, Sebastian megyében, melynek egyik megyeszékhelye is a kettő közül. Lakosainak száma 9516 fő (2020. április 1.).

## Népesség
A település népességének változása:
| Lakosok száma | 204  | 8952 | 9516 |
|               | 1880 | 2010 | 2020 |